# Drepanosauridae
Drepanosauridae – rodzina zauropsydów z grupy diapsydów; żyły w okresie późnego triasu na terenach dzisiejszej Europy, Ameryki Północnej i Azji (Kyrgyzsaurus). Zdaniem większości naukowców zwierzęta z tej rodziny prowadziły nadrzewny tryb życia, prawdopodobnie zajmując nisze ekologiczne dzisiejszych kameleonów; rodzaj Hypuronector, zdaniem autorów jego opisu, mógł jednak prowadzić ziemnowodny tryb życia. Posiadały przeciwstawne palce obydwu par kończyn (nie wszystkie rodzaje, nie miał ich np. Vallesaurus), a niektóre miały "pazur" na końcu ogona przydatny przy wspinaczce. Wymarły pod koniec triasu.

## Systematyka
Dilkes (1998) zdefiniował Drepanosauridae jako klad obejmujący ostatniego wspólnego przodka rodzajów Megalancosaurus, Drepanosaurus i Dolabrosaurus oraz wszystkich jego potomków. Senter (2004) zaliczył do Drepanosauridae jedynie wymienione trzy rodzaje; dla kladu obejmującego tak rozumiane Drepanosauridae oraz rodzaj Hypuronector i wówczas formalnie nieopisane zwierzę (później opisane pod nazwą Vallesaurus) Senter zaproponował nazwę Simiosauria. Inni autorzy zaliczają jednak do Drepanosauridae także rodzaje Hypuronector i Vallesaurus.
Pozycja systematyczna Drepanosauridae pozostaje przedmiotem sporów. Berman i Reisz (1992) zaliczyli je do Lepidosauromorpha; jednak większość autorów zalicza je do Archosauromorpha, zazwyczaj uznając je za przedstawicieli protorozaurów lub przynajmniej bliskich krewnych tej grupy (choć Colbert i Olsen, 2001 zasugerowali przynależność Drepanosauridae do Archosauriformes). Alan Feduccia uznał nawet megalankozaura za prawdopodobnego przedstawiciela linii ewolucyjnej prowadzącej do ptaków. Feduccia sformułował jednak tę teorię w oparciu o analizę jedynie nielicznych znanych wówczas skamieniałości megalankozaura, głównie czaszki i kończyn przednich; późniejsze odkrycia większej liczby skamieniałości dowiodły jednak, że jego szkielet pozaczaszkowy nie przypominał budową szkieletu ptaków, a jego bliskie pokrewieństwo z ptakami jest mało prawdopodobne.
Niektórzy autorzy kwestionują przynależność Drepanosauridae do Archosauromorpha. Według analizy Müllera (2004) Drepanosauridae nie należą nawet do kladu Sauria (obejmującego grupy Lepidosauromorpha i Archosauromorpha); według Müllera są one siostrzane do rodziny Kuehneosauridae, razem z którą tworzą klad siostrzany do kladu obejmującego grupy Sauria, Thalattosauriformes i Ichthyopterygia (dwie ostatnie grupy w innych klasyfikacjach bywają zaliczane do Sauria). Z kolei według analizy Mercka (2003) Drepanosauridae są blisko spokrewnione z rodzajami Longisquama, Coelurosauravus i Wapitisaurus, razem z którymi tworzą klad siostrzany do kladu Sauria. Także według analizy Sentera (2004) Simiosauria (w tym Drepanosauridae) są blisko spokrewnione z rodzajami Coelurosauravus i Longisquama, razem z którymi tworzą klad Avicephala; jednak według Sentera klad ten jest siostrzany do kladu Neodiapsida sensu Laurin, 1991, tj. kladu obejmującego ostatniego wspólnego przodka Younginiformes i współcześnie żyjących diapsydów oraz wszystkich jego potomków.
Renesto i Binelli (2006) zaktualizowali macierz danych z analizy Sentera, a także uwzględnili w analizie pterozaura (rodzaj Eudimorphodon), czego nie zrobił Senter. Według ich analizy Drepanosauridae należą do Archosauromorpha; rodzina ta jest siostrzana do pterozaurów, razem z którymi tworzy klad siostrzany do Archosauriformes (z kolei Archosauriformes, pterozaury i Drepanosauridae razem wzięte tworzą klad siostrzany do protorozaurów). Natomiast pozycja rodzajów Longisquama i Coelurosauravus jest w analizie Renesto i Binelli taka sama, jak w analizie Sentera – tworzą klad siostrzany do Neodiapsida. Autorzy zaznaczają jednak, że taka pozycja rodzaju Longisquama może nie odzwierciedlać jego rzeczywistych pokrewieństw i wynikać jedynie z faktu, że jest on wciąż słabo poznany; zalecają też, by w przyszłych badaniach brać pod uwagę możliwość, że Longisquama może być przedstawicielem rodziny Drepanosauridae lub bliskim jej krewnym.
Analiza kladystyczna Evans (2009) potwierdziła wypływający z analizy Müllera (2004) wniosek, że Drepanosauridae były siostrzane do rodziny Kuehneosauridae; zarazem jednak z analizy Evans, w odróżnieniu od analizy Müllera, wynika że obie te rodziny należały do lepidozauromorfów. Z kolei według analizy kladystycznej Gottmann-Quesady i Sandera (2009) Drepanosauridae były bazalnymi archozauromorfami; według tej analizy jedyny uwzględniony w niej przedstawiciel rodziny (Megalancosaurus) był taksonem siostrzanym do rodzaju Protorosaurus, razem z którym tworzył klad siostrzany do kladu obejmującego wszystkie pozostałe archozauromorfy poza grupą Choristodera.

## Filogeneza
Kladogram Drepanosauridae według Sentera (2004)
|         | Drepanosaurus                                                     |
|         |                                                                   |
| unnamed | \| \| Dolabrosaurus \| \| \| \| \| \| Megalancosaurus \| \| \| \| |
|         | \| \| Dolabrosaurus \| \| \| \| \| \| Megalancosaurus \| \| \| \| |
|         | Dolabrosaurus                                                     |
|         |                                                                   |
|         | Megalancosaurus                                                   |
|         |                                                                   |

|  | Dolabrosaurus   |
|  |                 |
|  | Megalancosaurus |
|  |                 |

|         | Drepanosaurus                                                     |
|         |                                                                   |
| unnamed | \| \| Dolabrosaurus \| \| \| \| \| \| Megalancosaurus \| \| \| \| |
|         | \| \| Dolabrosaurus \| \| \| \| \| \| Megalancosaurus \| \| \| \| |
|         | Dolabrosaurus                                                     |
|         |                                                                   |
|         | Megalancosaurus                                                   |
|         |                                                                   |

|  | Dolabrosaurus   |
|  |                 |
|  | Megalancosaurus |
|  |                 |

|         | Drepanosaurus                                                     |
|         |                                                                   |
| unnamed | \| \| Dolabrosaurus \| \| \| \| \| \| Megalancosaurus \| \| \| \| |
|         | \| \| Dolabrosaurus \| \| \| \| \| \| Megalancosaurus \| \| \| \| |
|         | Dolabrosaurus                                                     |
|         |                                                                   |
|         | Megalancosaurus                                                   |
|         |                                                                   |

|  | Dolabrosaurus   |
|  |                 |
|  | Megalancosaurus |
|  |                 |

|         | Drepanosaurus                                                     |
|         |                                                                   |
| unnamed | \| \| Dolabrosaurus \| \| \| \| \| \| Megalancosaurus \| \| \| \| |
|         | \| \| Dolabrosaurus \| \| \| \| \| \| Megalancosaurus \| \| \| \| |
|         | Dolabrosaurus                                                     |
|         |                                                                   |
|         | Megalancosaurus                                                   |
|         |                                                                   |

|  | Dolabrosaurus   |
|  |                 |
|  | Megalancosaurus |
|  |                 |

Kladogram Drepanosauromorpha według Renesto i współpracowników (2010)
|                   | Dolabrosaurus                                                     |
|                   |                                                                   |
| Megalancosaurinae | \| \| Drepanosaurus \| \| \| \| \| \| Megalancosaurus \| \| \| \| |
|                   | \| \| Drepanosaurus \| \| \| \| \| \| Megalancosaurus \| \| \| \| |
|                   | Drepanosaurus                                                     |
|                   |                                                                   |
|                   | Megalancosaurus                                                   |
|                   |                                                                   |

|  | Drepanosaurus   |
|  |                 |
|  | Megalancosaurus |
|  |                 |

|                   | Dolabrosaurus                                                     |
|                   |                                                                   |
| Megalancosaurinae | \| \| Drepanosaurus \| \| \| \| \| \| Megalancosaurus \| \| \| \| |
|                   | \| \| Drepanosaurus \| \| \| \| \| \| Megalancosaurus \| \| \| \| |
|                   | Drepanosaurus                                                     |
|                   |                                                                   |
|                   | Megalancosaurus                                                   |
|                   |                                                                   |

|  | Drepanosaurus   |
|  |                 |
|  | Megalancosaurus |
|  |                 |

|                   | Dolabrosaurus                                                     |
|                   |                                                                   |
| Megalancosaurinae | \| \| Drepanosaurus \| \| \| \| \| \| Megalancosaurus \| \| \| \| |
|                   | \| \| Drepanosaurus \| \| \| \| \| \| Megalancosaurus \| \| \| \| |
|                   | Drepanosaurus                                                     |
|                   |                                                                   |
|                   | Megalancosaurus                                                   |
|                   |                                                                   |

|  | Drepanosaurus   |
|  |                 |
|  | Megalancosaurus |
|  |                 |

|                   | Dolabrosaurus                                                     |
|                   |                                                                   |
| Megalancosaurinae | \| \| Drepanosaurus \| \| \| \| \| \| Megalancosaurus \| \| \| \| |
|                   | \| \| Drepanosaurus \| \| \| \| \| \| Megalancosaurus \| \| \| \| |
|                   | Drepanosaurus                                                     |
|                   |                                                                   |
|                   | Megalancosaurus                                                   |
|                   |                                                                   |

|  | Drepanosaurus   |
|  |                 |
|  | Megalancosaurus |
|  |                 |